# Центральный дом крестьянина
Центральный дом крестьянина (ЦДК) — учреждение, занимавшееся обслуживанием приезжих в Москву крестьян, было открыто в июне 1922 года.

## История
Изначально ЦДК был на балансе ВЦИК. С 1923 года он перешёл под контроль Народного комиссариата земледелия (Наркомзем или НКЗ). Размещался в здании бывшего ресторана «Эрмитаж» (Неглинная улица, дом 29/14).
Крестьяне обеспечивались жильём и едой. Им предоставлялась правовая помощь, различные консультации и советы по ряду проблем. С крестьянами проводилась и культурная работа: художественные постановки, экскурсии, радиопередачи. В ЦДК проводились лекции, зачитывались доклады, организовывались диспуты, часы вопросов и ответов и личные беседы. Политинструктор составлял отчёты о такого типа мероприятиях, иногда в форме стенограммы, и в конце в форме сводок «настроений и запросов крестьян» отсылал их в Наркомзем, а потом и во ВЦИК.
Кроме основных вопросов, связанных с землёй, в письмах крестьян и на сборах в Центральном доме крестьянина обсуждались и другие проблемы. В частности, это были вопросы об отношениях с пролетариатом, о кооперации, о сельхозналоге, о женитьбе и семье и прочие.
ЦДК с целью правильного раскрытия вопроса о статусе пролетариата, о быте и имущественном положении рабочих, их труде и значимости для производства организовывал не реже шести раз в месяц обучающие экскурсии крестьян на промышленные предприятия под началом политинструктора и с участием специального экскурсовода. После посещений фабрик и заводов с крестьянами проводились беседы, где они рассказывали о своих впечатлениях. Раньше такие беседы не практиковались, и оценки итогов крестьянских впечатлений от экскурсий не собирались.
В 1930 году объединён с областным Домом крестьянина. Упразднён летом 1941 года.